# كيدز يونايتد

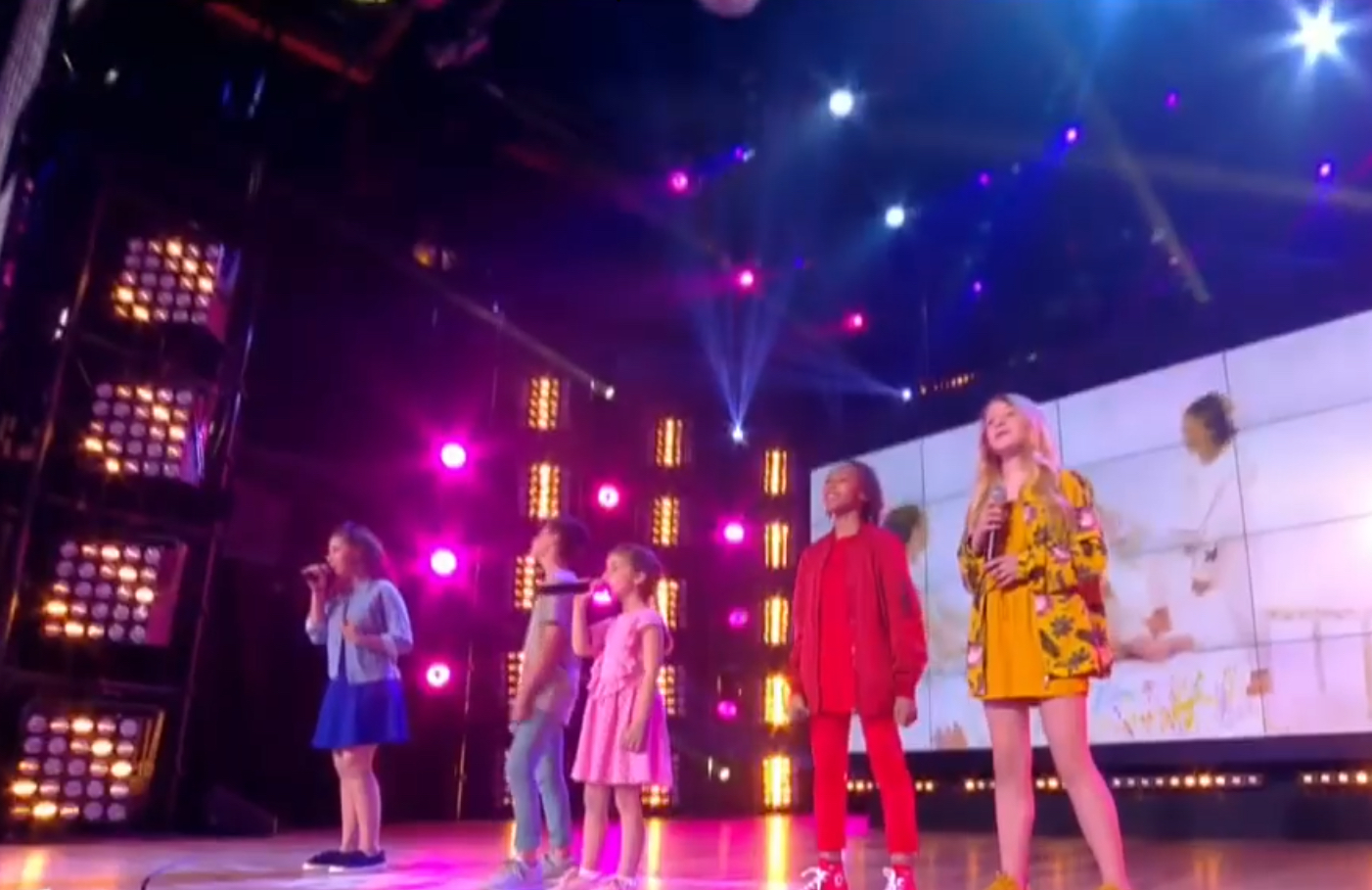

كيدز يونايتد (Kids United) هي مجموعة موسيقية فرنسية مكونة من ست أطفال ما بين ثمان وخمسة عشرة عاما في عام 2015 لأجل حملة يونيسف[3]. المجموعة برعاية إيلين سيكاغا وكورني.
في 3 مارس 2016، أعلنت كارلا عن انطلاق المجموعة على حسابها في تويتر[5]. ليس فقط من أجل الألبوم الثاني، ولكن أيضا من أجل المشاركة في أنشطة المجموعة في الأسابيع القادمة، خاصة في الحفلة الموسيقية في مسرح الأولمبيا في 21 مايو 2016.

## الأعضاء

### إرزا
- مواليد 21 سبتمبر 2005 (العمر 19 سنة)

### إستيبان
- مواليد 27 يونيو 2000 (العمر 24 سنة)

### غابرييل
- مواليد 27 أبريل 2002 (العمر 23 سنة)

### غلوريا
- مواليد 27 أبريل 2007 (العمر 18 سنة)

### نيلوزي
- مواليد 12 فبراير 2000 (العمر 25 سنة)

## أعضاء قدماء

### كارلا جورج
- مواليد 21 أبريل 2003 (العمر 22 سنة)

## الالبومات
- عالم أفضل، 2015
- السعادة للجميع، 2016 [3]

## روابط خارجية
- كيدز يونايتد على موقع ميوزك برينز (الإنجليزية)
- كيدز يونايتد على موقع أول ميوزيك (الإنجليزية)
- كيدز يونايتد على موقع ديسكوغز (الإنجليزية)